# Onagoity
Onagoity es una localidad situada en el Departamento General Roca, provincia de Córdoba, Argentina.
Se encuentra situada a aproximadamente 10 km de la ruta provincial 26 y sobre el Ramal Rufino-Monte Comán del Ferrocarril General San Martín.
La localidad dista de la Ciudad de Córdoba en 320 km aproximadamente y es atravesada por el Río Quinto o Popopis.
La principal actividad económica es la agricultura seguida por la ganadería, siendo el principal cultivo la soja.
La estación ferroviaria lleva el mismo nombre que la localidad.

## Población
Cuenta con 48 habitantes (Indec, 2022)
, lo que representa un descenso del 25% frente a los 74 habitantes (Indec, 2010) del censo anterior.
| Gráfica de evolución demográfica de Onagoity entre 1991 y 2022 |
|                                                                |
| Fuente: Censos nacionales del INDEC                            |